# Paolo De Ceglie
Paolo De Ceglie (Aosta, 17 september 1986) is een voormalig Italiaans voetballer die bij voorkeur als linksback speelt. Hij stroomde in 2006 door vanuit de jeugd van Juventus, waar hij tot 2017 voor speelde. Juventus verhuurde hem in augustus 2015 voor een jaar aan Olympique Marseille. Hij speelde ook nog een halfjaar voor het Zwitserse Servette FC.

## Interlandcarrière
De Ceglie nam met het Italiaans olympisch voetbalelftal deel aan de Olympische Spelen van 2008 in China. Daar werd de ploeg onder leiding van bondscoach en oud-international Pierluigi Casiraghi in de kwartfinales uitgeschakeld door België: 3–2.

## Cluboverzicht
| Seizoen | Club                  | Competitie | Wedst | Goals |
| ------- | --------------------- | ---------- | ----- | ----- |
| 2005/06 | Juventus              | Serie A    | 0     | 0     |
| 2006/07 | Juventus              | Serie A    | 8     | 1     |
| 2007/08 | → Siena               | Serie B    | 29    | 2     |
| 2008/09 | Juventus              | Serie A    | 19    | 0     |
| 2009/10 | Juventus              | Serie A    | 25    | 0     |
| 2010/11 | Juventus              | Serie A    | 7     | 0     |
| 2011/12 | Juventus              | Serie A    | 21    | 1     |
| 2012/13 | Juventus              | Serie A    | 14    | 0     |
| 2013/14 | Juventus              | Serie A    | 4     | 0     |
| 2013/14 | → Genoa               | Serie A    | 12    | 1     |
| 2014/15 | → Parma               | Serie A    | 11    | 3     |
| 2014/15 | Juventus              | Serie A    | 2     | 0     |
| 2015/16 | → Olympique Marseille | Ligue 1    | 4     | 0     |

## Erelijst
| Kampioen Serie A | 3x | 2011/12, 2012/13, 2014/15, |
| Supercoppa       | 2x | 2012, 2013                 |
| Kampioen Serie B | 1x | 2006/07                    |